# Droga do Zanzibaru
Droga do Zanzibaru (ang. Road to Zanzibar) – amerykański film komediowy wyprodukowany przez Paramount Pictures, w reżyserii Victora Schertzingera.

## Obsada
- Bing Crosby jako Chuck Reardon
- Bob Hope jako Hubert ‘Fearless’ Frazier
- Dorothy Lamour jako Donna LaTour
- Charles Gemora jako Gorilla
- Una Merkel jako Julia Quimby
- Eric Blore jako Charles Kimble
- Douglass Dumbrille w roli handlarza niewolnikami
- Iris Adrian w roli francuskiej subretki w kawiarni
- Lionel Royce jako Monsieur Lebec
- Buck Woods jako Thonga
- Leigh Whipper jako Blizna
- Ernest Whitman jako Biała twarz
- Noble Johnson jako wódz
- Joan Marsh jako Dimples
- Luis Alberni w roli miejscowego właściciela straganu
- Robert Middlemass w roli inspektora policji